# Elisabeth, hertiginna av Bayern
Prinsessan Elisabeth, hertiginna av Bayern, född grevinna Douglas den 31 december 1940 i Stockholm, är sedan 1967 hertiginna av Bayern genom sitt gifte med prins Max av Bayern. 